# グルジャン・イサノワ
グルジャン・イサノワ（Gulzhan issanova 1983年9月12日- ）は、カザフスタンのカラガンダ出身の柔道選手。階級は78kg超級。身長167cm。体重94kg。

## 人物
2006年のアジア大会無差別で3位となった。2007年から2年連続アジア選手権で3位になった。2009年にはグランプリ・ハンブルク78kg超級で3位になると、アジア選手権では優勝を飾った。ユニバーシアードでは3位だった。2010年のアジア大会でも3位になった。2012年に地元で開催された世界ランキング上位選手で争われるワールドマスターズでは、準々決勝で世界ランキング1位の田知本愛を有効で破る健闘を見せて3位に入った。ロンドンオリンピックでは準々決勝でイギリスのカリーナ・ブライアントの技ありで敗れるなどして7位だった。2013年にはグランプリ・アルマトイとグランプリ・タシュケントで立て続けに優勝を果たした。2015年のアジア選手権では3位にとどまっている。2016年のリオデジャネイロオリンピックには出場できなかった。2018年のアジア大会では3度目の3位となった。

## 主な戦績
- 2006年 - アジア大会　無差別　3位
- 2007年 - アジア選手権　無差別　3位
- 2008年 - アジア選手権　3位
- 2009年 - グランプリ・ハンブルク　3位
- 2009年 - アジア選手権　優勝
- 2009年 - ユニバーシアード　3位
- 2010年 - ワールドマスターズ　5位
- 2010年 - ワールドカップ・ワルシャワ　2位
- 2010年 - アジア大会　3位
- 2011年 - アジア選手権　3位
- 2011年 - ワールドカップ・アルマトイ　優勝
- 2012年 - ワールドマスターズ　3位
- 2012年 - アジア選手権　2位
- 2012年 - ロンドンオリンピック　7位
- 2012年 - グランドスラム・東京　5位
- 2013年 - グランプリ・アルマトイ　優勝
- 2013年 - グランプリ・タシュケント　優勝
- 2015年 - アジア選手権　3位
- 2016年 - アジア選手権　2位
- 2016年 - グランプリ・タシュケント　優勝
- 2017年 - アジア選手権　3位
- 2018年 - アジア大会　個人戦　3位　団体戦　2位

(出典、JudoInside.com)。　